# Arrowhead Mountain
Arrowhead Mountain är ett berg i Kanada.   Det ligger i territoriet Nunavut, i den nordöstra delen av landet, 4 100 km norr om huvudstaden Ottawa. Toppen på Arrowhead Mountain är 2 016 meter över havet, eller 12 meter över den omgivande terrängen. Bredden vid basen är 0,09 km.
Terrängen runt Arrowhead Mountain är huvudsakligen kuperad. Trakten runt Arrowhead Mountain är nära nog obefolkad, med mindre än två invånare per kvadratkilometer.. Det finns inga samhällen i närheten.
Trakten runt Arrowhead Mountain är permanent täckt av is och snö.